# Godefridus Henschenius
Godefridus Henschenius, Henschen (21. června 1601 Venray – 12. září 1682 Antverpy) byl belgický jezuitský historik a hagiograf, jeden z prvních bollandistů, první, který začal pomáhat Jeanu Bollandovi s edicí Acta sanctorum

## Dílo
- Acta Sanctorum, spolu s Bollandem a Danielem Papebrochem připravil díly pro březen a duben
- De episcopatu Traiectensi, episcoporum regumque Franciae iis coaevorum chronologia, et populis dioecesi illi subiectis diatriba (1653)
- De tribus Dagobertis Francorum regibus (1655)
- Brevis notitiae Galliarum et Belgii (1658)